# Roberto Carlos (hiszpański piłkarz)
Roberto Carlos, właśc. Roberto Carlos García Hernández (ur. 31 sierpnia 1982 w Santa Cruz de Tenerife) – hiszpański piłkarz występujący na pozycji obrońcy w klubie Segunda División B - Cultural y Deportiva Leonesa.
Wcześniej grał także w takich klubach jak CD Tenerife i Málaga CF B.